# دير ماريا لاش

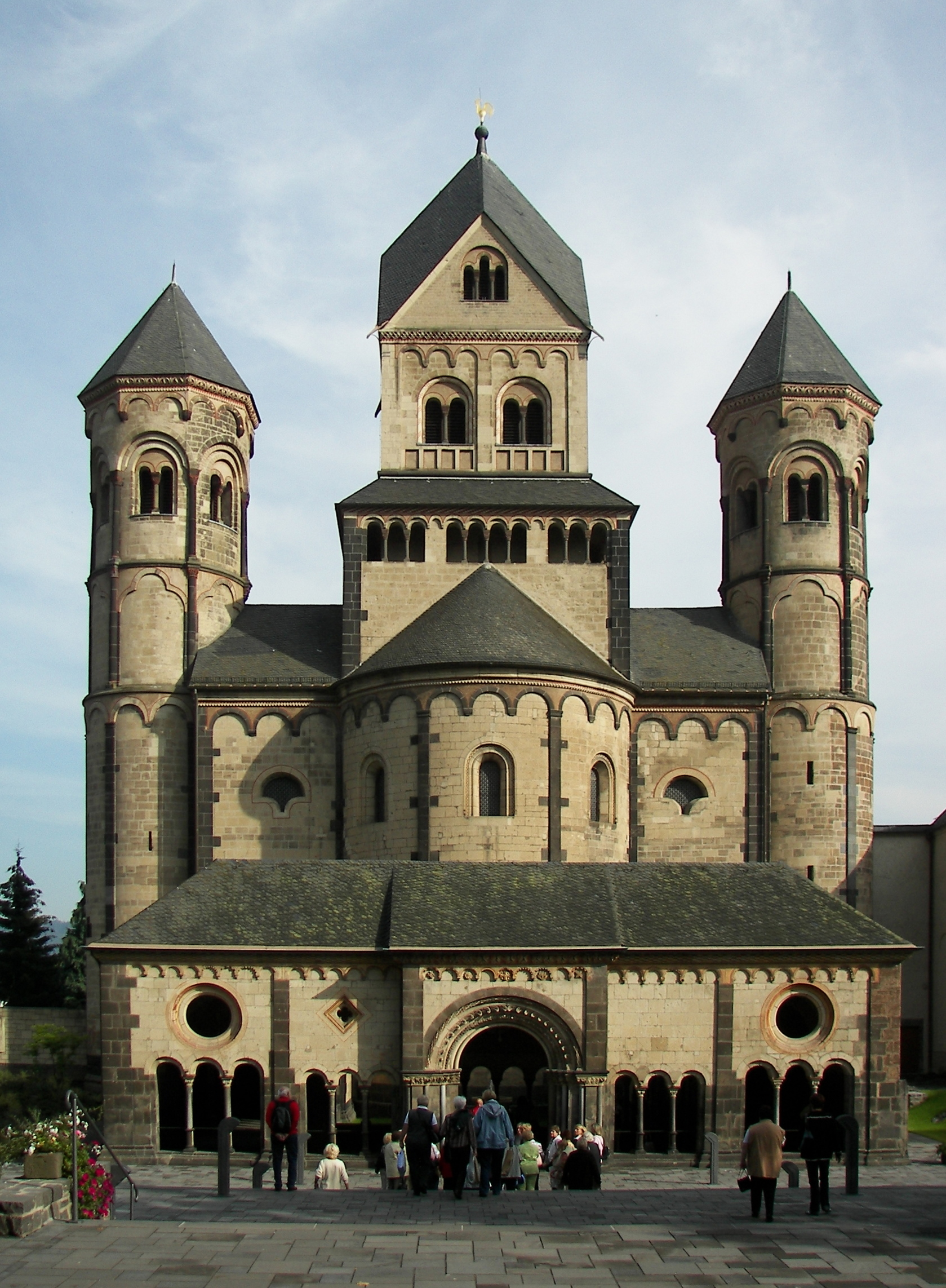
دير ماريا لاتش ، نهاية الغرب مع الجنة ، رواق يضم حديقة.

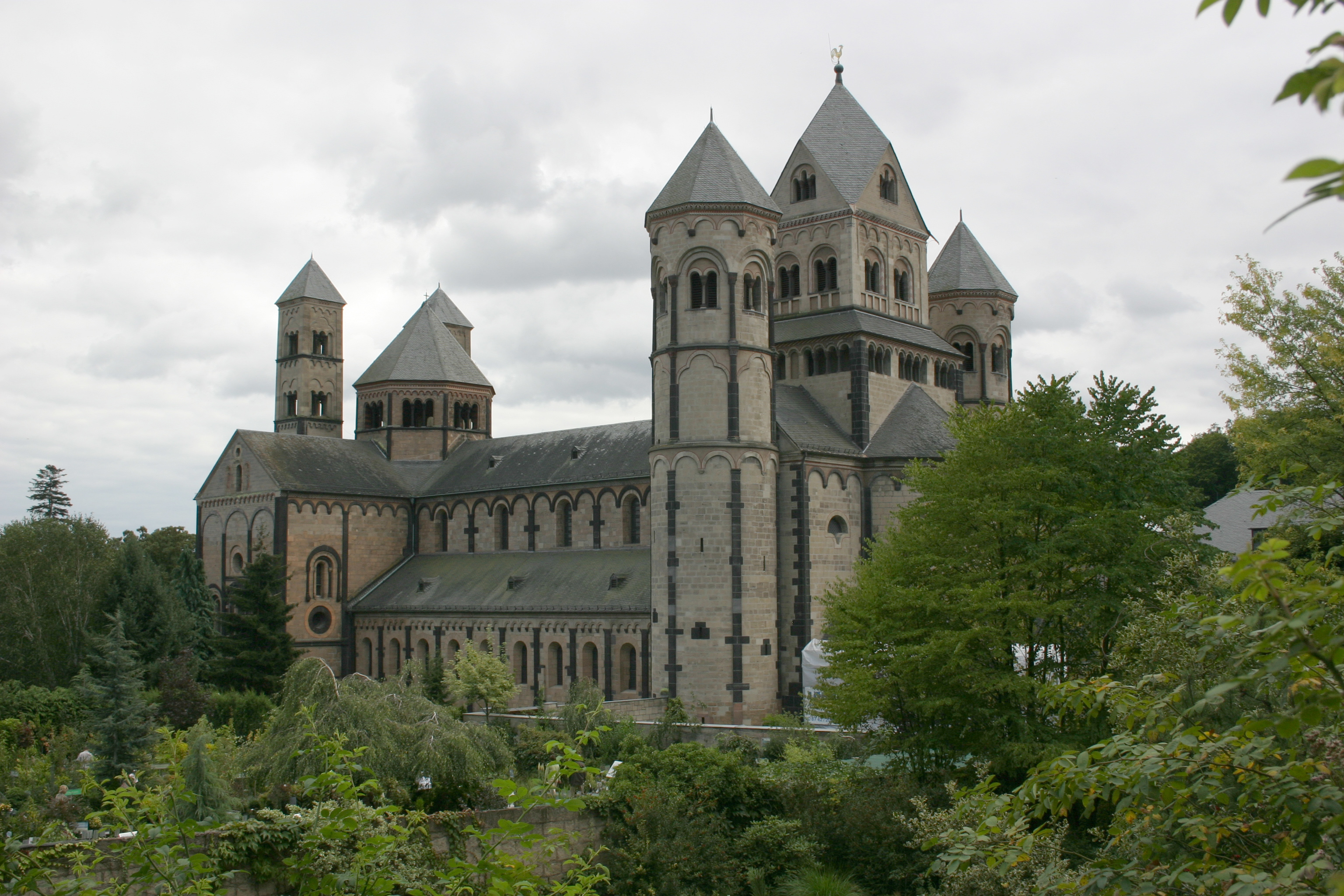
دير ماريا لاش ، من الشمال الغربي

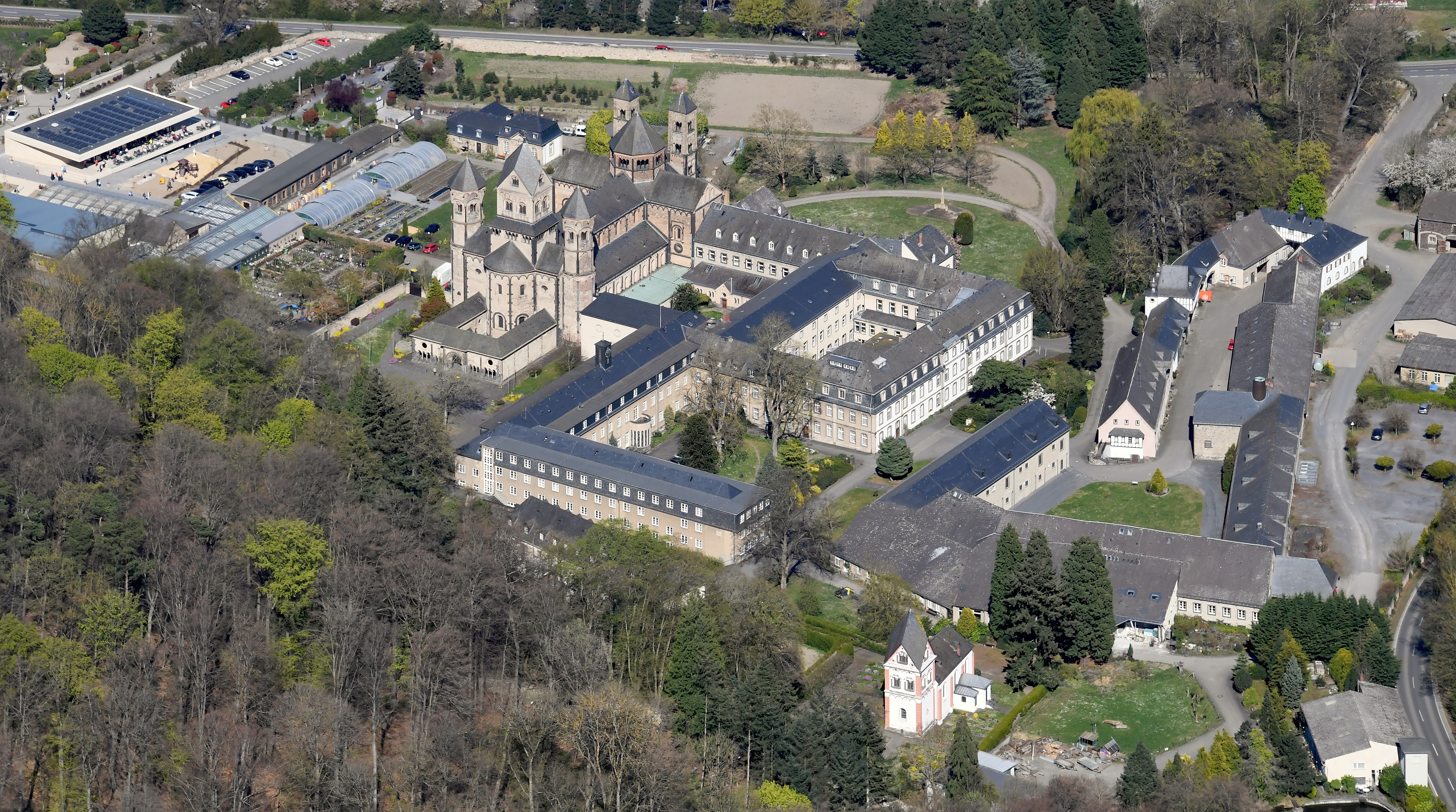
منظر جوي للدير

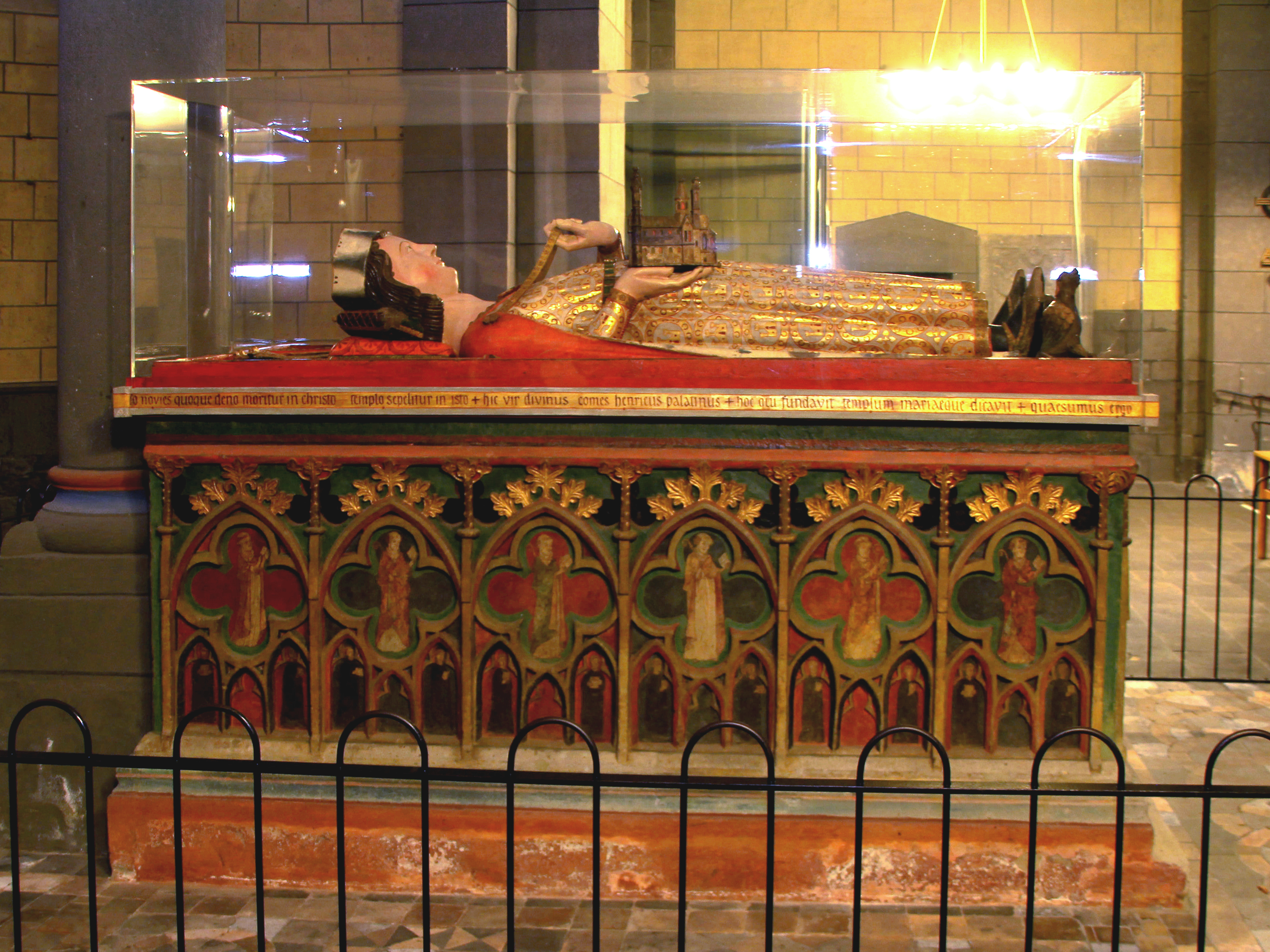
قبر هنري لاتش في دير ماريا لاش

دير ماريا لاتش ( بالألمانية : أبتي ماريا لاتش ، باللاتينية : أباتيا ماريا لاكينسيس أو أباتيا ماريا أد لاكوم ) هو دير بنديكتيني يقع على الشاطئ الجنوبي الغربي لبحيرة لاتشر (بحيرة لاتش) ، بالقرب من اندرناخ ، في منطقة إيفل في راينلاند بالاتينات في ألمانيا . وهو عضو في تجمع Beuronese داخل الكونفدراليه البينديكتيةه . تم بناء الدير في القرنين الحداشر والاتناشر وكان يُعرف في الأصل باسم "Abtei Laach" ("Abbatia Lacensis" أو "Laach Abbey" ، وتعني "Lake Abbey") حتى سنة 1862 عندما أضاف اليسوعيون اسم "ماريا".

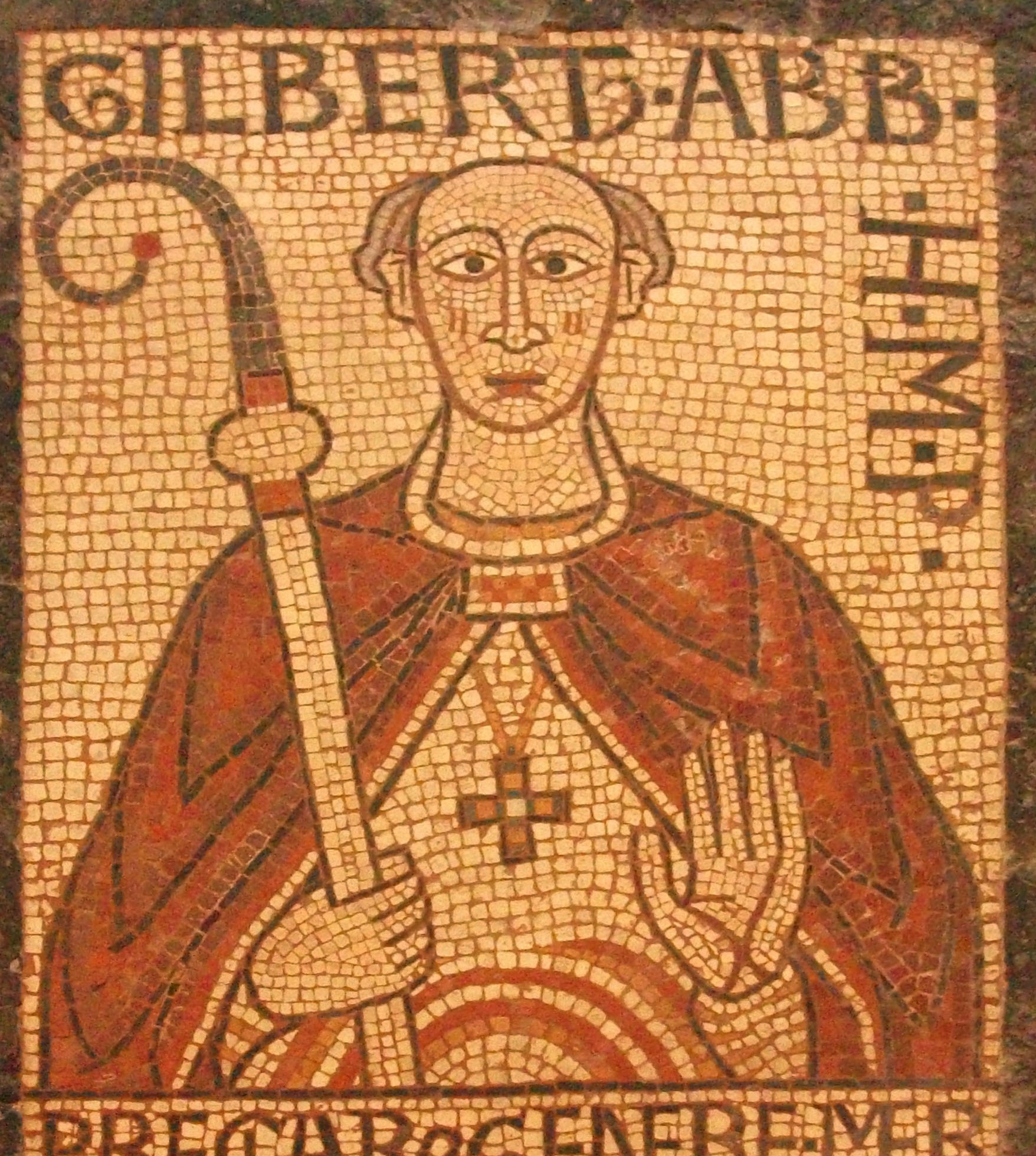
فسيفساء جنائزية للأباتي جيلبرت من الدير ، يعود تاريخها إلى النصف الثاني من القرن الثاني عشر. وهي محفوظة في بون.

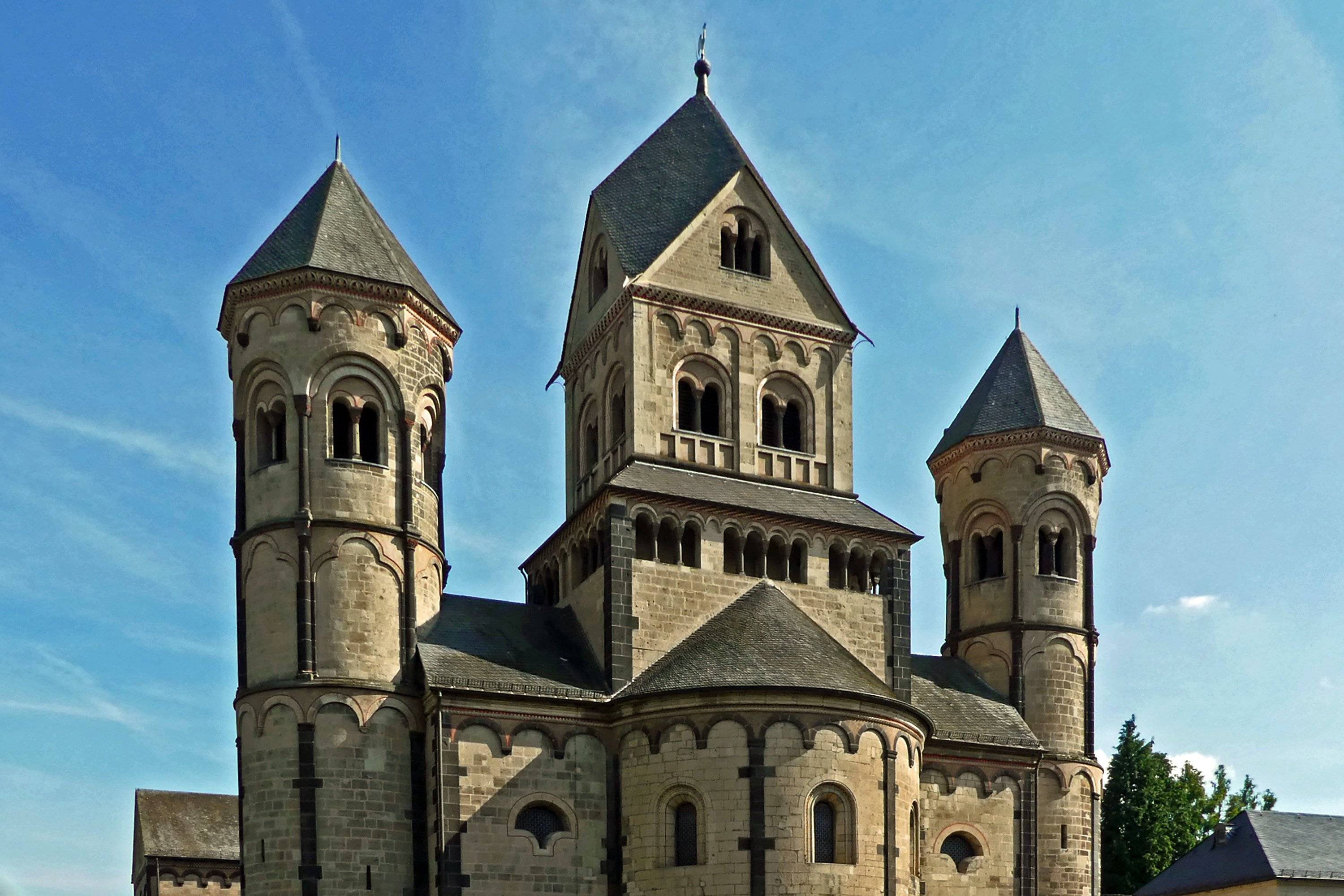
المبنى الغربي لماريا لاش